# Обманутые дольщики
Обманутый дольщик — участник долевого строительства, в отношении которого застройщик не выполнил своих обязательств.
По мнению Т. В. Светник в 80-90 % средств одних дольщиков шли на достройку проектов предыдущих дольщиков из-за чего возникала своеобразная финансовая пирамида. Такие пирамиды регулярно рушились, формируя большое число обманутых дольщиков. На 2017 год в России насчитывалось 928 проблемных объектов и около 132 тысяч обманутых дольщиков.

## Современная история
Т. В. Светник выделяет несколько этапов в сфере жилищного строительства:
- до принятия 214-ФЗ, о долевом строительстве в 2004 году — одна из первых попыток защитить дольщиков;
- до принятия 218-ФЗ о регистрации недвижимости в 2015 году;
- до принятия серии ужесточающих поправок к 214-ФЗ в 2016, 2017 и 2018 году.

Отдельно отмечаются планы по отказу от системы долевого строительства, озвученные в ноябре 2017 году.

## «Серые схемы» обхода закона

### Схема с жилищно-строительными кооперативами
13 июля 2015 г. в закон о ЖСК были внесены поправки, по которым ЖСК не вправе осуществлять одновременно строительство более одного многоквартирного дома с количеством этажей более чем три, однако данные поправки не коснулись ЖСК создание которых предусмотрено законом № 161-ФЗ «О содействии развитию жилищного строительства», что оставило за ними возможность совершать мошеннические действия.
С 1 июля 2016 года количество ЖСК, предлагающих заключить договор паенакопления для покупки квартиры, резко сократилось, но некоторые из ЖСК ещё несколько месяцев продолжали привлекать деньги граждан задним числом, то есть заключали договоры паенакопления теми датами, в период действия которых законодательные нововведения не действовали.

### Фиктивное банкротство застройщика
Банкротство до окончания строительства
Хищение средств когда застройщик через фиктивные сделки выводит(в том числе за границу) деньги предназначенные для строительства, а после банкротит фирму. По российским законам владельцев застройщика сложно привлечь к ответственности, и даже в случаях доказанной вины, сложно вернуть деньги. В итоге, дольщики оказываются в ситуации, когда объект не достроен, а денег на достройку у них уже нет.
Банкротство после окончания строительства
Когда дом построен и введён в эксплуатацию, но застройщик не передаёт квартиры дольщикам, а производит фиктивное банкротство, предварительно взяв фиктивные кредиты у компаний близких к владельцам застройщика, в итоге фиктивные кредиторы пытаются через суд отобрать квартиры дольщиков, на чьи деньги был построен дом.

## Решение проблем
В Госдуме заявили, что обманутые дольщики получат сумму компенсационных выплат на 15-25 % больше, чем первоначально было указано в договорах долевого строительства. Председатель комитета Госдумы по природным ресурсам, собственности и земельным отношениям Николай Николаев заверил, что компенсации начнут выплачиваться в ближайшее время. 20 апреля 2023 года вице-премьер РФ Марат Хуснуллин заявил о скором решении проблемы обманутых дольщиков. По его словам, она начиналась с  400 тыс пострадавших граждан. Однако, только за 2022 год удалось восстановить в правах 54 тыс обманутых дольщиков. Вице-премьер заявил о том, что на 2023 год осталось около 40 тыс пострадавших, проблемы которых будут решены. 28 декабря Хуснуллин сообщил о полном выполнении всех федеральных обязательств перед обманутыми дольщиками: части выделили квартиры, остальным — вернули деньги. То же самое он поручил сделать регионам. В 2023 году, по данным правительства, в правах было восстановлено 43,5 тысяч обманутых дольщиков. Всего с 2019 года — более 206 тысяч. 